# Hong Kong Open 1992
Die Hong Kong Open 1992 waren eines der Top-10-Turniere des Jahres im Badminton in Asien. Sie fanden im Queen Elizabeth Stadium in Wan Chai vom 4. bis zum 8. November statt. Das Preisgeld betrug 60.000 US-Dollar, was dem Turnier zu einem Drei-Sterne-Status im Grand Prix verhalf.

## Sieger und Platzierte
| Disziplin    | Gold                       | Silber                               | Bronze                                   |
| ------------ | -------------------------- | ------------------------------------ | ---------------------------------------- |
| Herreneinzel | Wu Wenkai                  | Heryanto Arbi                        | Lee Kwang-jin                            |
| Herreneinzel | Wu Wenkai                  | Heryanto Arbi                        | Liu Jun                                  |
| Dameneinzel  | Bang Soo-hyun              | Susi Susanti                         | Lim Xiaoqing                             |
| Dameneinzel  | Bang Soo-hyun              | Susi Susanti                         | Yuliani Santosa                          |
| Herrendoppel | Ricky Subagja Rexy Mainaky | Huang Zhanzhong Zheng Yumin          | Pramote Teerawiwatana Sakrapee Thongsari |
| Herrendoppel | Ricky Subagja Rexy Mainaky | Huang Zhanzhong Zheng Yumin          | Thomas Lund Henrik Svarrer               |
| Damendoppel  | Nong Qunhua Zhou Lei       | Erma Sulistianingsih Rosiana Tendean | Catherine Eliza Nathanael                |
| Damendoppel  | Nong Qunhua Zhou Lei       | Erma Sulistianingsih Rosiana Tendean | Finarsih Lili Tampi                      |
| Mixed        | Lee Sang-bok Gil Young-ah  | Aryono Miranat Eliza Nathanael       | Chan Siu Kwong Chung Hoi Yuk             |
| Mixed        | Lee Sang-bok Gil Young-ah  | Aryono Miranat Eliza Nathanael       | Thomas Lund Pernille Dupont              |

## Finalergebnisse
| Disziplin    | Sieger                     | Finalist                             | Ergebnis         |
| ------------ | -------------------------- | ------------------------------------ | ---------------- |
| Herreneinzel | Wu Wenkai                  | Heryanto Arbi                        | 15-4, 15-13      |
| Dameneinzel  | Bang Soo-hyun              | Susi Susanti                         | 5-11, 11-6, 11-7 |
| Herrendoppel | Ricky Subagja Rexy Mainaky | Huang Zhanzhong Zheng Yumin          | 15-13, 15-10     |
| Damendoppel  | Nong Qunhua Zhou Lei       | Rosiana Tendean Erma Sulistianingsih | 15-8, 15-6       |
| Mixed        | Lee Sang-bok Gil Young-ah  | Aryono Miranat Eliza Nathanael       | 15-4, 15-1       |